# DMAX (Alemania)
DMAX es un canal de televisión por cable o satélite que transmite una gran variedad de programas culturales. DMAX es operado por Warner Bros. Discovery Deutschland en Free to air para Alemania, Austria y Suiza. Aunque el canal está ampliamente disponible en todo el resto de Europa. 
DMAX está en los satélites 1H, 1L, y  3A de SES Astra y ASTRA Platform Services la empresa hermana de SES Astra.
DMAX inicio de origen alemán llamada XXP desde 2001 y el 1 de enero de 2006 Discovery Communications compró la estación cambiando el nombre y programación como los de aventura y descubrimiento, los coches y la tecnología, divulgación científica, el bricolaje y los viajes. DMAX no incluye fútbol ni programas eróticos. Su Director General es Patrick Hörl.

## Reino Unido e Irlanda
Con el éxito de DMAX en Alemania un canal por separado se anunció en Reino Unido e Irlanda el 22 de noviembre de 2007, que inició su programación el 8 de enero de 2008.
Además un canal Timeshift llamado DMAX +1 (el mismo pero una hora de adelanto) estaba disponible desde su lanzamiento. Un canal Timeshift dos horas llamado DMAX +2 fue lanzado en Sky el 1 de abril de 2008. Otro canal timeshift llamado DMAX +1.5 fue lanzado en Sky el 18 de agosto de 2008. DMAX 1.5 se cerró el 2 de noviembre de 2009, cuando se inauguró el canal Quest +1.

## Italia
Se lanzó en noviembre de 2011, es ya es entre los canales más vistos en el país. Una producción suya, Unti e bisunti, se retansmitió también en Discovery MAX como El chef rubio.

## España
En España se lanzó con el nombre de Discovery Max el 12 de enero de 2012, y desde el 12 de septiembre de 2016 es conocido como DMAX, al igual que las demás versiones internacionales de la misma temática.